# 赫尔辛基
赫尔辛基（芬蘭語： [ˈhelsiŋki] ⓘ；瑞典語： [ˌhɛlsɪŋˈfɔʂː] ⓘ），是芬兰的首都及最大城市，芬兰語和瑞典語同為官方語言。赫尔辛基位于新地区，芬兰南端的芬兰湾岸边。在2017年底，赫尔辛基人口为643,272人。所谓“大赫尔辛基”是由赫尔辛基和埃斯波、万塔、考尼艾宁四个城市一起组成的首都地区及周边市镇所组成的都会区，在2014年底的统计中有1,420,284人。
赫尔辛基在爱沙尼亚首都塔林北部约80公里处，距离西南的瑞典首都斯德哥尔摩约400公里，距离东边的俄罗斯圣彼得堡约300公里。这三座城市与赫尔辛基在历史上有着密切联系。
位于邻近万塔市的赫尔辛基-万塔机场服务赫尔辛基及整个都会区，该机场有很多航班飞至欧洲和亚洲的目的地。
赫尔辛基是2012年的世界設計之都、1952年夏季奥林匹克运动会的举办城市，也主办了2007年的第52届欧洲歌唱大赛。
赫尔辛基具有高标准的城市生活品质。2011年英国杂志《Monocle》在其宜居城市指数排行榜中把赫尔辛基列为第一名。在2016年的经济学人信息社的宜居调查中，赫尔辛基在140个城市中排名第九。

## 历史

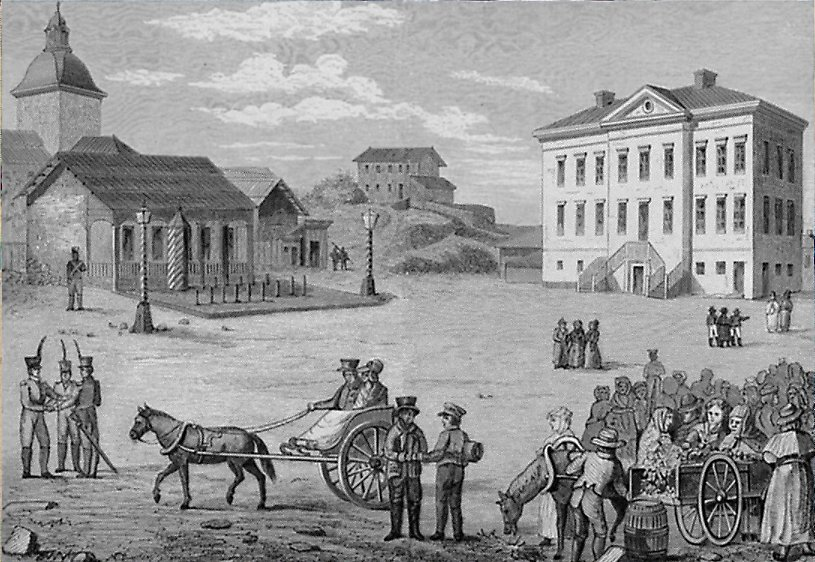
1820年重建前的赫尔辛基

瑞典国王古斯塔夫一世为了和汉萨同盟的城市塔林争夺贸易，于1550年在塔林对面的波罗的海海岸修建了这个城市，命名为赫尔辛基，开始了她的历史。当初建城时，地区的不毛贫瘠、战争和疫症的爆发都阻碍了赫尔辛基的发展。由於1561年古斯塔夫一世攻占了塔林，赫尔辛基就没有发展的意义了。所以有一段很长的时间赫尔辛基仍然维持在一个海边小城镇的规模，相比于其它在波罗的海沿岸繁荣的贸易中心来说，赫尔辛基的确是相形见拙。1748年建立斯韦阿堡海军防御工事對抗在伊丽莎白·彼得罗芙娜女皇統領下俄羅斯帝國的擴張壓力，提升了赫尔辛基的地位，但直至1809年俄羅斯帝國于芬蘭戰爭打败瑞典，合并了芬兰，成立了自治的芬兰大公国之后，赫尔辛基才正式开始发展成为一个主要城市。

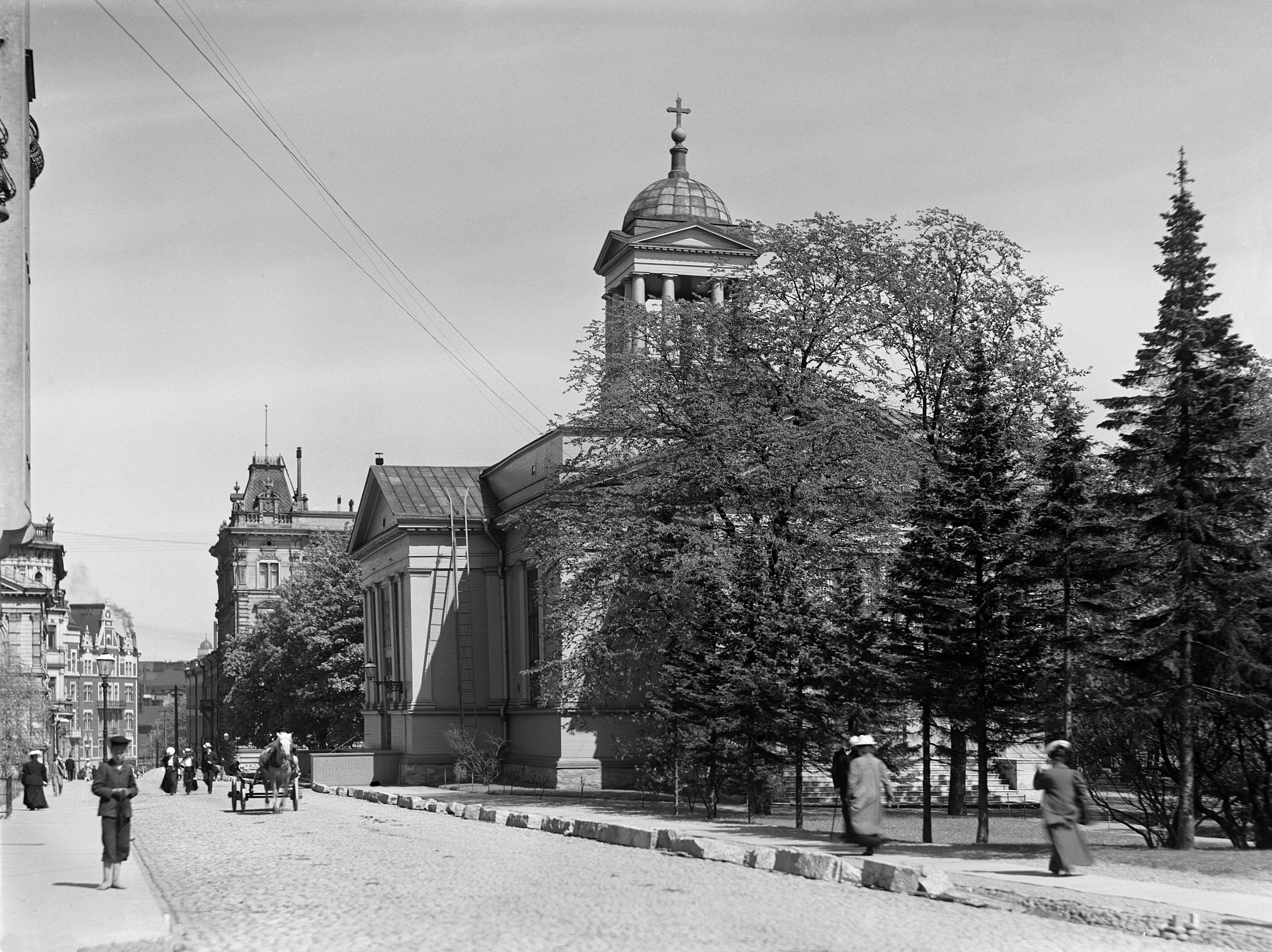
赫爾辛基老教堂（摄于1908年）

为了在芬兰境内消除瑞典的势力，和便于管理，俄国沙皇亚历山大一世将芬兰的首都由邻近瑞典边界的图尔库搬迁到赫尔辛基。芬兰的唯一一所大学奥布皇家学院，亦于1827年迁到赫尔辛基，并成为今天的赫尔辛基大学。这次搬迁更加巩固了赫尔辛基首都的地位，之后的数十年赫尔辛基经历了空前的发展，具备了成为20世纪世界级首都的基本条件。这个转变最先发生在下城区的中心部分，该区以新古典主义的风格重建，类似圣彼得堡的建筑。另外科技的发展，例如铁路和工业化进程都是赫尔辛基发展背后的关键。
1918年的芬兰内战之中，战争的首日1月28日赫尔辛基就落入了红军之手。在一轮小规模的战斗之后，整个芬兰南部都受到红军的控制。虽然有些参议员和官员都仍躲藏在首都，但参议院仍迁到了瓦萨。当战争的情势转向对红军不利的时候，支持芬兰白军的德军于年4月重夺了赫尔辛基。与坦佩雷不同，赫尔辛基相对受到的破坏较少。白军胜利后，很多前红军的士兵和通敌者都被囚禁在遍布全国的监狱之中。最大的一个监狱，囚禁了大约13,300人，是位于赫尔辛基的前海军基地芬兰堡。虽然内战对社会造成一个不可忽视的创伤，但国内人民的生活质素和整个城市都在之后十年获得改善。有名的建筑师例如埃列尔·萨里宁为赫尔辛基制订了多个发展弘大的发展计划，但它们并没有完全实现。
在冬季战争（1939-40年）和继续战争（1941-44年）之中，因為二战中芬蘭為納粹德國盟友及參與蘇德戰争使赫尔辛基都受到苏联空军的空中轰炸。最庞大的一次发生于1944年春季，超过2000架苏军轰炸机对赫尔辛基投下了16,000枚炸弹。但是由于赫尔辛基的空中防御出色，相比于欧洲其它受到严重轰炸破坏的城市，赫尔辛基的受破坏程度较小。只有很少炸弹投入到人口密集的地区。
尽管经历了纷乱的20世纪上半叶，赫尔辛基仍然继续稳定发展。1970年代赫尔辛基快速的城市化与欧洲其它地方相比都是较迟，后来到1990年代，都会区的人口增长了三倍，令到赫尔辛基都会区成为了当时欧盟内发展最快的城市中心之一。赫尔辛基相对较小的人口密度及其独特的结构都归咎于其较迟缓的城市化过程。

## 地理

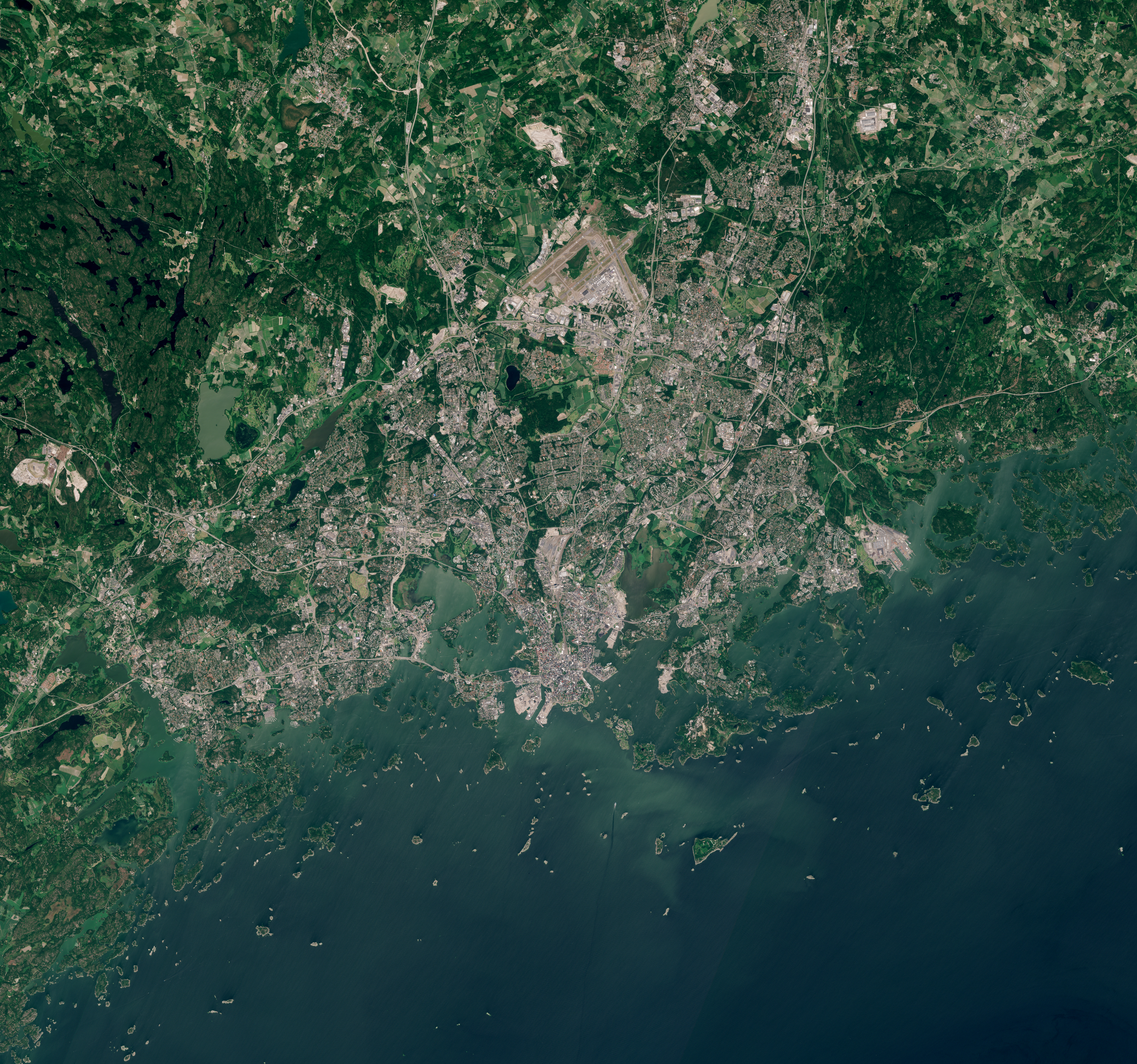
哨兵2號衛星於2020年6月拍攝的赫尔辛基

赫尔辛基有「波罗的海的女儿」的美誉。是歐亞大陸最北端、全球第二北端的首都。城市坐落于一个半岛的尖端处，并有315座岛屿。市中心区位于该半岛的南部。市中心的一些区域里人口密度非常高，在卡利奥这个区域，平均每平方公里达16,494人(42,720人每平方英里)，但是整个赫尔辛基平均每平方公里才3,050人（7,900人每平方英里）。相对于欧洲的其他国家首都而言，赫尔辛基人口十分稀疏。市中心之外大多是二战后修建的由林带隔离开来的住宅区。从市中心到赫尔辛基北部边界有一条狭长并长达10公里的赫尔辛基中央公园，它是居民的重要休闲区域。在赫尔辛基有11,000个船位，并拥有毗邻首都地区超过14,000公顷的捕鱼海域。大约有60种鱼类生活在该海域，休闲钓鱼倍受欢迎。
赫尔辛基的主要岛屿包括伴侣岛、瓦利岛、轮渡岛、高岛。高岛也是芬兰最大的动物园—赫尔辛基动物园所在地。其它值得一提的岛屿有作为要塞岛屿的芬兰堡、军事化的岛屿桑塔哈米纳、以及伊索岛。花楸岛在夏天是男同性恋者及天体主义者倍受喜爱的地方，就如纽约市的火岛一样。

### 气候
| 赫爾辛基市中心（凯萨半岛）                                      | 赫爾辛基市中心（凯萨半岛） | 赫爾辛基市中心（凯萨半岛） | 赫爾辛基市中心（凯萨半岛） | 赫爾辛基市中心（凯萨半岛） | 赫爾辛基市中心（凯萨半岛） | 赫爾辛基市中心（凯萨半岛） | 赫爾辛基市中心（凯萨半岛） | 赫爾辛基市中心（凯萨半岛） | 赫爾辛基市中心（凯萨半岛） | 赫爾辛基市中心（凯萨半岛） | 赫爾辛基市中心（凯萨半岛） | 赫爾辛基市中心（凯萨半岛） | 赫爾辛基市中心（凯萨半岛） |
| 月份                                                            | 1月                        | 2月                        | 3月                        | 4月                        | 5月                        | 6月                        | 7月                        | 8月                        | 9月                        | 10月                       | 11月                       | 12月                       | 全年                       |
| --------------------------------------------------------------- | -------------------------- | -------------------------- | -------------------------- | -------------------------- | -------------------------- | -------------------------- | -------------------------- | -------------------------- | -------------------------- | -------------------------- | -------------------------- | -------------------------- | -------------------------- |
| 历史最高温 °C（°F）                                             | 8.5 (47.3)                 | 11.8 (53.2)                | 17.1 (62.8)                | 21.9 (71.4)                | 29.6 (85.3)                | 32.0 (89.6)                | 33.1 (91.6)                | 31.2 (88.2)                | 26.2 (79.2)                | 19.4 (66.9)                | 11.6 (52.9)                | 10.0 (50.0)                | 33.1 (91.6)                |
| 平均高温 °C（°F）                                               | −1.3 (29.7)                | −1.9 (28.6)                | 1.6 (34.9)                 | 7.6 (45.7)                 | 14.4 (57.9)                | 18.5 (65.3)                | 21.5 (70.7)                | 19.8 (67.6)                | 14.6 (58.3)                | 9.0 (48.2)                 | 3.7 (38.7)                 | 0.5 (32.9)                 | 9.0 (48.2)                 |
| 日均气温 °C（°F）                                               | −3.9 (25.0)                | −4.7 (23.5)                | −1.3 (29.7)                | 3.9 (39.0)                 | 10.2 (50.4)                | 14.6 (58.3)                | 17.8 (64.0)                | 16.3 (61.3)                | 11.5 (52.7)                | 6.6 (43.9)                 | 1.6 (34.9)                 | −2.0 (28.4)                | 5.9 (42.6)                 |
| 平均低温 °C（°F）                                               | −6.5 (20.3)                | −7.4 (18.7)                | −4.1 (24.6)                | 0.8 (33.4)                 | 6.3 (43.3)                 | 10.9 (51.6)                | 14.2 (57.6)                | 13.1 (55.6)                | 8.7 (47.7)                 | 4.3 (39.7)                 | −0.6 (30.9)                | −4.5 (23.9)                | 2.9 (37.2)                 |
| 历史最低温 °C（°F）                                             | −34.3 (−29.7)              | −31.5 (−24.7)              | −24.5 (−12.1)              | −16.3 (2.7)                | −4.8 (23.4)                | 0.7 (33.3)                 | 5.4 (41.7)                 | 2.8 (37.0)                 | −4.5 (23.9)                | −11.6 (11.1)               | −18.6 (−1.5)               | −29.5 (−21.1)              | −34.3 (−29.7)              |
| 平均降水量 mm（）                                               | 52 (2.0)                   | 36 (1.4)                   | 38 (1.5)                   | 32 (1.3)                   | 37 (1.5)                   | 57 (2.2)                   | 63 (2.5)                   | 80 (3.1)                   | 56 (2.2)                   | 76 (3.0)                   | 70 (2.8)                   | 58 (2.3)                   | 655 (25.8)                 |
| 平均降雪量 cm（）                                               | 20 (7.9)                   | 24 (9.4)                   | 15 (5.9)                   | 0.4 (0.2)                  | 0 (0)                      | 0 (0)                      | 0 (0)                      | 0 (0)                      | 0 (0)                      | 0 (0)                      | 3 (1.2)                    | 10 (3.9)                   | 72 (28)                    |
| 月均日照時數                                                    | 38                         | 70                         | 138                        | 194                        | 284                        | 297                        | 291                        | 238                        | 150                        | 93                         | 36                         | 29                         | 1,858                      |
| 来源：Climatological statistics for the normal period 1981–2010 |                            |                            |                            |                            |                            |                            |                            |                            |                            |                            |                            |                            |                            |

註：降雨日表示日降雨量不少於 1.0 毫米

## 人口
赫尔辛基的女性人口比例达到53.4%，高于全国其他所有城市（芬兰总人口中，女性占51.1%)。 赫尔辛基当前的人口密度每平方公里达2,739.36，位居全国第一。预期寿命微低于全国平均，男性预期为75.1岁，女性预期为81.7岁。
在1810年代，当芬兰大公国把首都从图尔库迁至赫尔辛基后，赫尔辛基城市得到了迅速发展。自此起，虽然经历了芬兰内战，但城市依然持续快速发展。自二战结束至1970年代，大批迁徙的难民从乡村来到芬兰的城市里来，特别是赫尔辛基。在1944年至1969年，赫尔辛基人口从275,000人增长到525,600人。
1960年代，赫尔辛基的人口增长主要由于城市缺乏住房而渐渐衰退。许多居民由此而搬到临近的人口已经飙升过的埃斯波和万塔。埃斯波的人口在6年内增长了九倍，从1950年的22,874人到2009年的244,353人，万塔的人口则从1950年的14,976人到2009年的197,663人。
赫尔辛基都会区越来越稀缺的住房和高消费的生活，给上班族们带来巨大的压力。这使得他们不得不在以前是乡村或者更远的地方。
这些城市人口戏剧性的增长，更加强烈地推动了大赫尔辛基城市公共交通领域和对垃圾的处理管理方面的合作。

### 语言

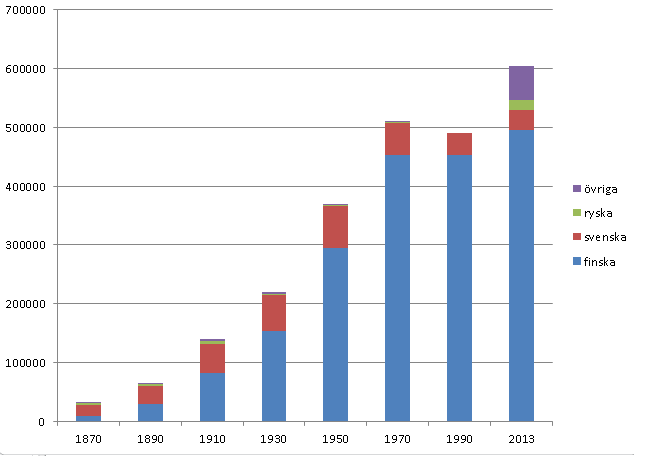
1870–2013年說各種語言的人口比例
芬蘭語
瑞典語
俄語
其它

芬兰语和瑞典语是赫尔辛基的官方语言。在2016年有80.2％的居民的母语为芬兰语，只有5.7％的居民的母语为瑞典语，另外有14.0％的居民的母语为其它语言。现在的赫尔辛基方言主要受到芬兰语和英语的影响，但传统上是深受俄语和瑞典语的影响。今日，芬兰语已是说芬兰语的人、说瑞典语的人和说其它语言的人（外来移民）在公共场合与陌生人交谈的常用语言。但如果对方不会芬兰语，就会改用英语交谈。给母语为瑞典语的居民提供服务的城市和国家机构内通常会使用瑞典语。在商业中会说芬兰语也是至关重要的，而且通常还是人才市场的一个基本要求。
说芬兰语的居民在数量上于1890年超过说瑞典语的居民，而成为城市人口中的多数。那时赫尔辛基的人口数量为61,530人。

### 外来移民
赫尔辛基是进入芬兰的门户，从绝对数量还是人口比例来看，该城市是芬兰移民人口最多的城市。在赫尔辛基有超过140国籍的人口。外国公民占了城市人口的8％，而出生在外国的居民则占11.1％，原因是有的移民已取得芬兰国籍。在2012年，有68,375人的母语不是芬兰官方语言（芬兰语和瑞典语），也不是芬兰原著居民的三种萨米语。芬兰移民人口的一半居住在大赫尔辛基地区，1/3居住在赫尔辛基市内。2018年初时，近十万的居民具有外国背景，赫尔辛基最大的移民群体来自前苏联、爱沙尼亚、索马里、伊拉克和中华人民共和国。

## 经济

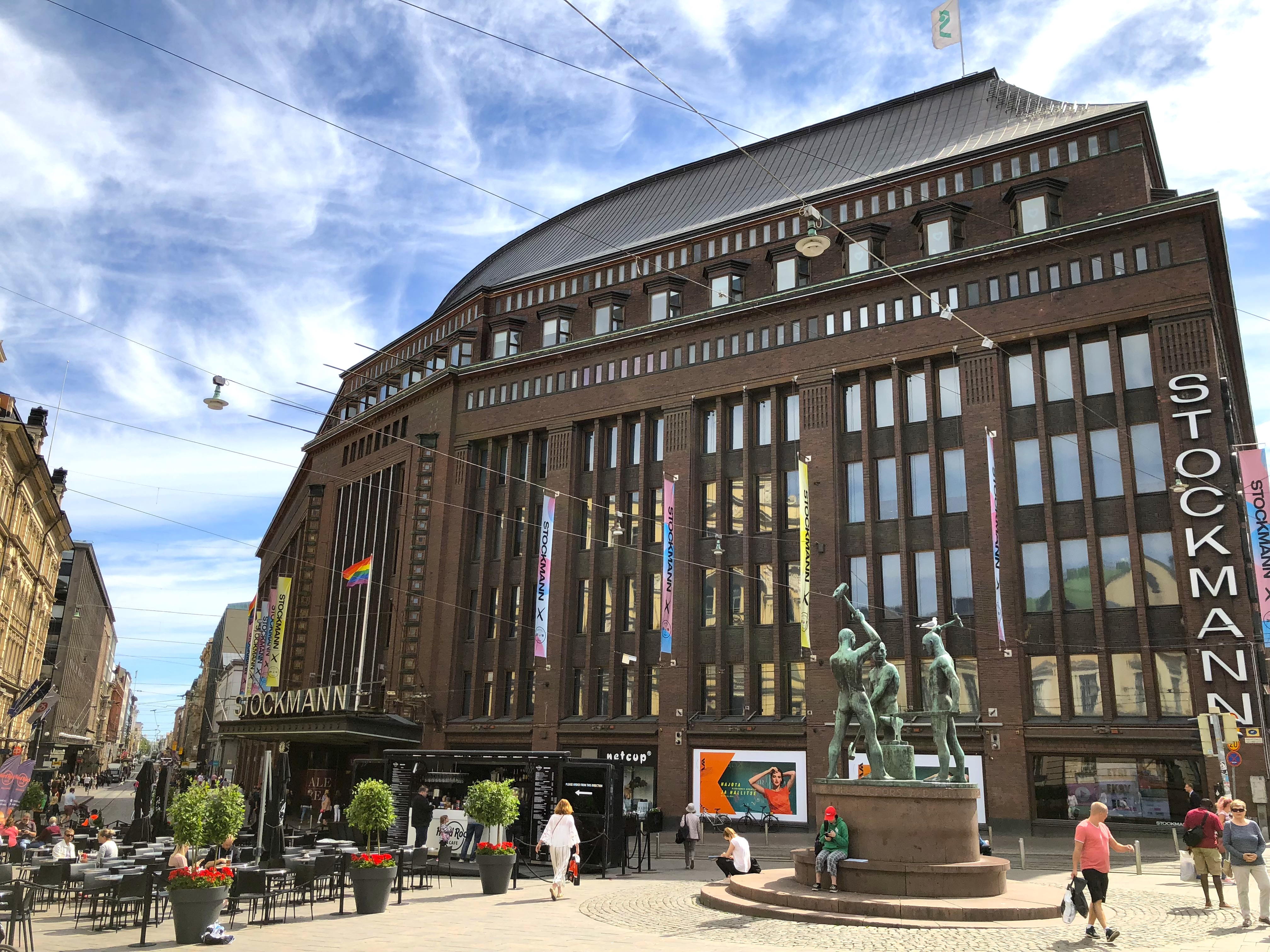
斯托克曼旗舰店

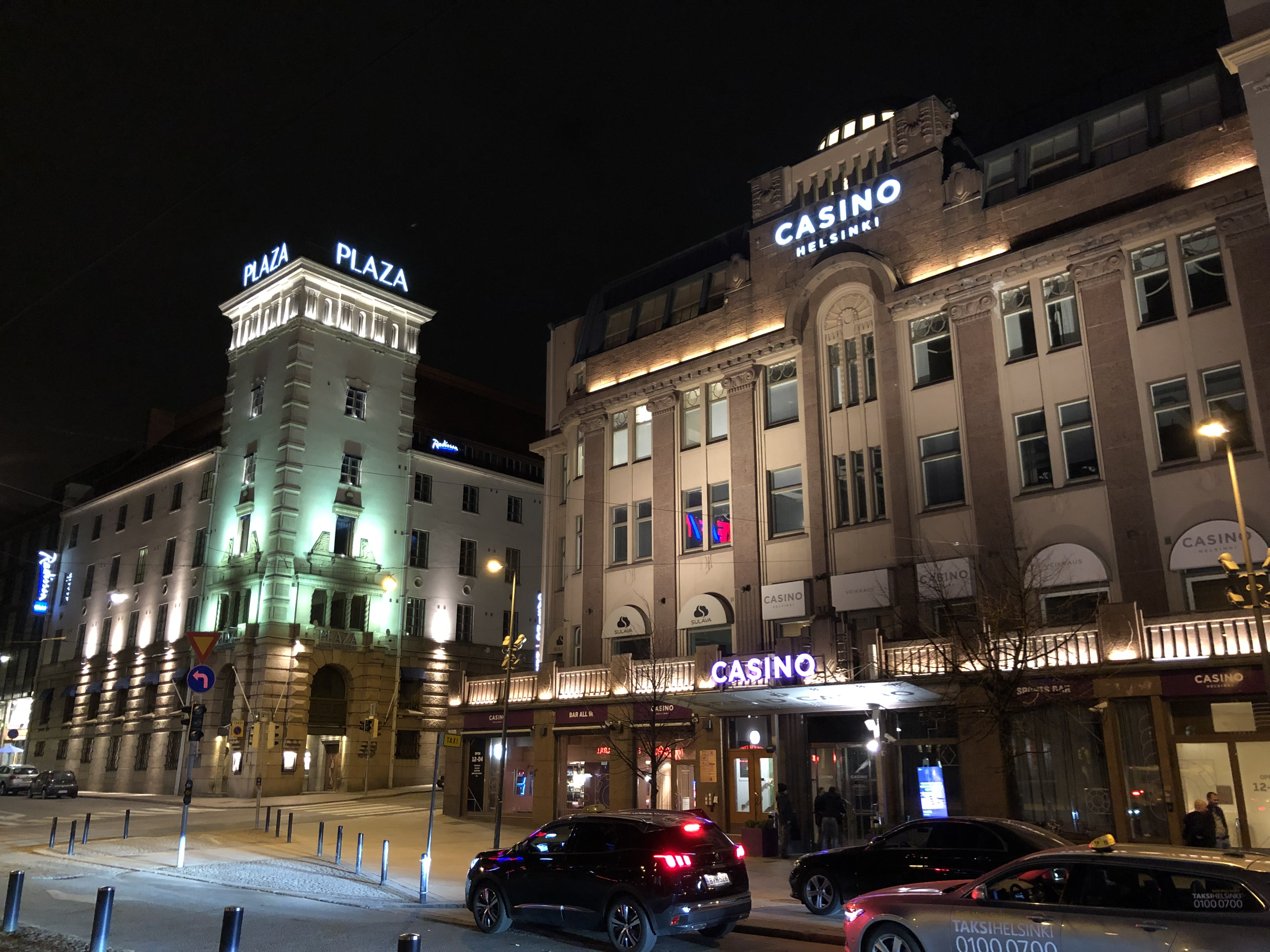
赫尔辛基賭場

芬兰国内生产总值的三分之一左右是在包括赫尔辛基在内的首都地区创造的。人均国内生产总值大概是全国水平的1.3倍。
首都地区的人均总增加值是27个欧洲都市区的中间值的200%，和斯德哥尔摩或者巴黎都市区相当。总增加值的年增长率曾在4%左右。
芬兰的100家最大的公司中有83家公司的总部设在大赫尔辛基地区。200位薪水最高的公司管理人员中有三分之二的人住在大赫尔辛基地区，42%的人住在赫尔辛基。收入最高的50人的平均收入是165万欧元。

## 文化

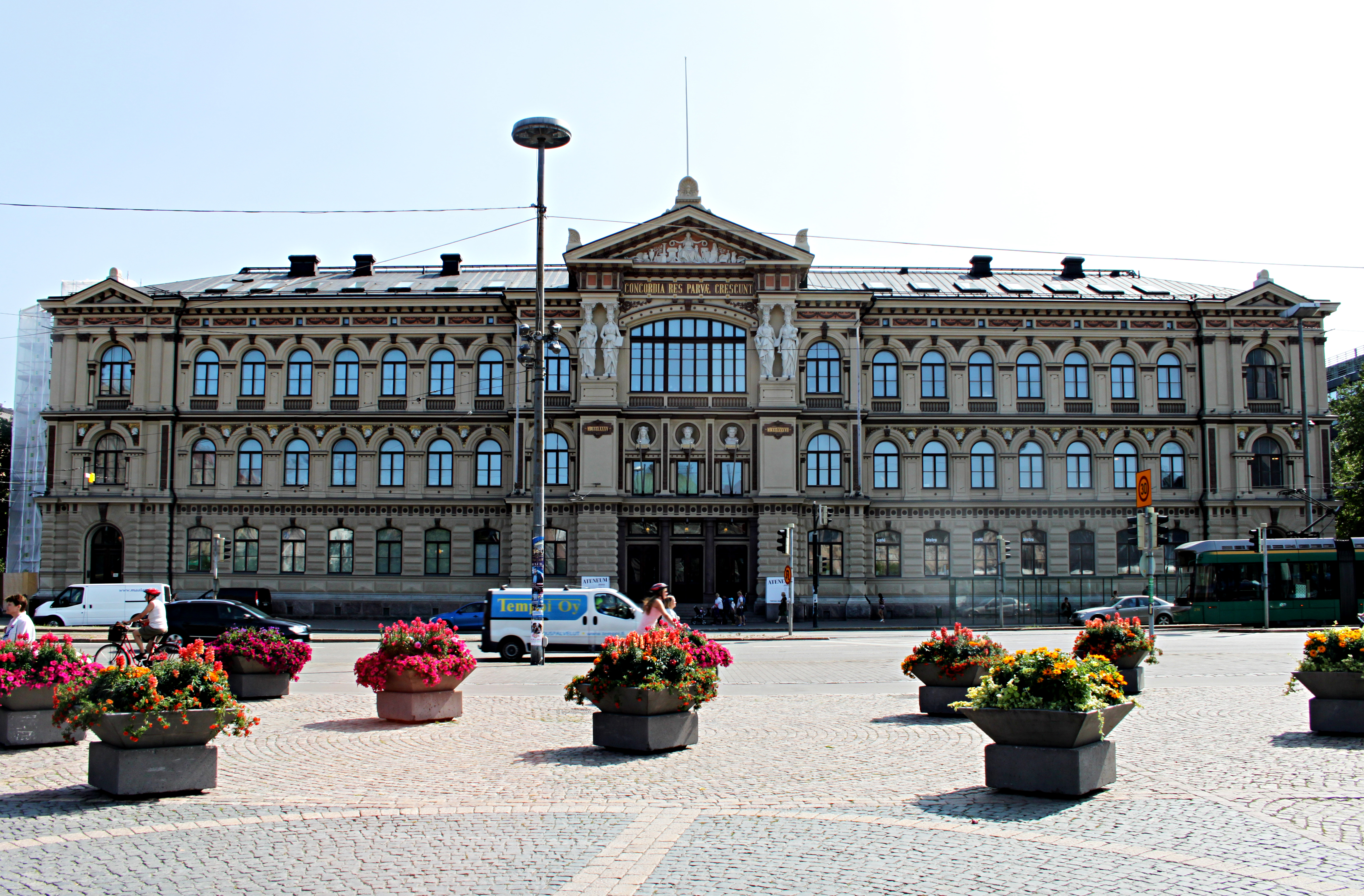
位于赫尔辛基铁路广场南侧的雅典娜姆艺术博物馆

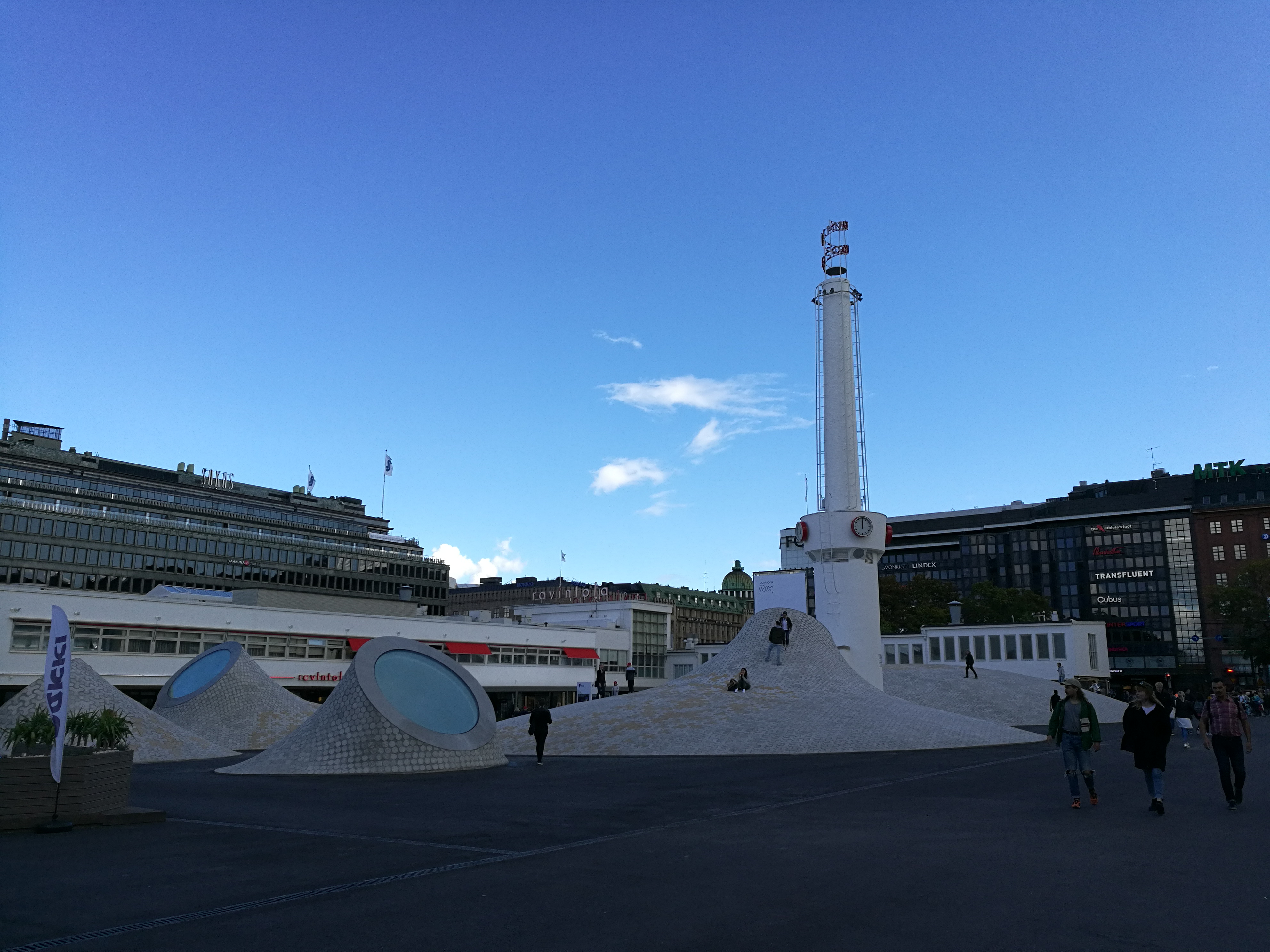
2018年8月31日开张的阿莫斯雷克斯艺术博物馆

### 博物馆
位于赫尔辛基的最大的历史性博物馆是芬兰国家博物馆，里面展示有从史前时期到21世纪的大量历史文物。博物馆建筑本身是一个民族浪漫主义风格的新中世纪的城堡，也是一个吸引游客的地方。另外一个主要的历史性博物馆是赫尔辛基市博物馆，里面介绍有赫尔辛基500年的历史。赫尔辛基大学也有很多重要的博物馆，包括赫尔辛基大学博物馆和芬兰自然史博物馆。
芬兰国立画廊包括三个博物馆：展示经典芬兰艺术的雅典娜姆艺术博物馆、展示经典欧洲艺术的西内布吕科夫艺术博物馆以及基亞斯瑪當代藝術博物館。雅典娜姆艺术博物馆建筑是建于19世纪新文艺复兴风格的宫殿建筑，为赫尔辛基主要的历史性建筑之一。基亚斯玛当代艺术博物馆建筑则是由美国建筑家斯蒂文·霍尔设计的。所有三幢博物馆建筑都是由国家拥有的。
赫尔辛基市收藏的艺术品由赫尔辛基艺术博物馆来管理。其展厅位于网球宫建筑里。网球宫展厅之外的艺术品包括200多件户外艺术品以及陈列在由赫尔辛基市所拥有的房产里面的所有艺术品。
设计博物馆是专门展示芬兰和国际上包括工业设计、时装和平面设计等设计展览品。位于赫尔辛基的其它博物馆还有芬兰军事博物馆、迪德里克森艺术博物馆、阿莫斯雷克斯艺术博物馆和电车博物馆等等。
此外，还有一个没有自己藏品而是用来举办各种艺术展览的赫尔辛基艺术厅。

### 剧院
赫尔辛基有三家大的剧院：芬兰国家剧院、赫尔辛基市剧院和瑞典语剧院。其他剧院包括亚历山大剧院。

### 音乐

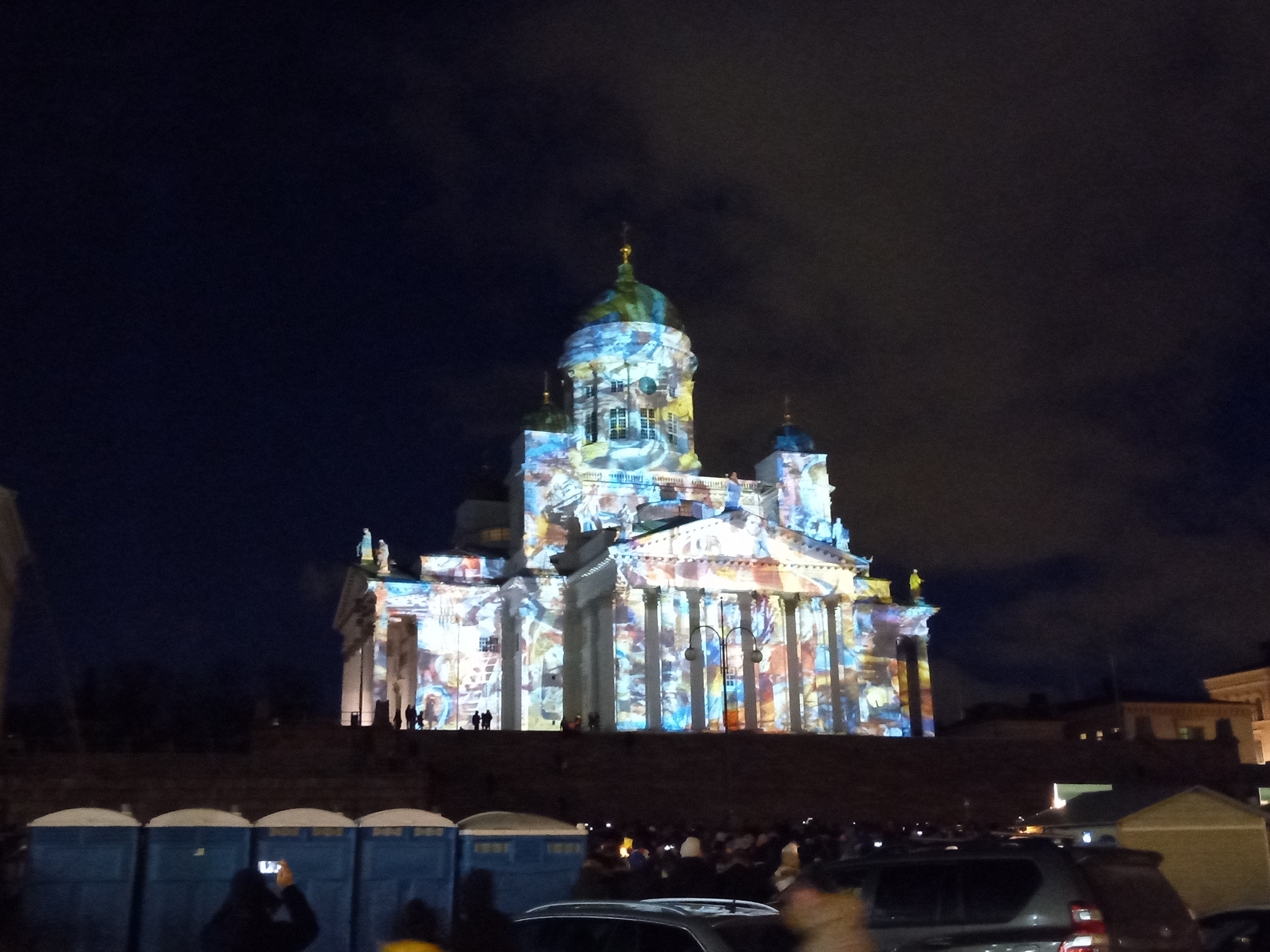
赫尔辛基灯光节上的灯光艺术展

赫尔辛基有两家大型的管弦乐团：赫尔辛基爱乐乐团和芬兰广播交响乐团，两者的主场演奏音乐厅都是赫尔辛基音乐厅。芬兰唯一的全时专业歌剧院—芬兰国家歌剧院—座落在赫尔辛基。很多扬名在外的乐队也都起源于赫尔辛基。
市内的主要音乐场馆除芬兰国家歌剧院之外还有芬兰大厦和赫尔辛基音乐厅。赫尔辛基音乐厅建筑里有部分空间是供西贝柳斯音乐学院使用的。大型音乐会和活动也会在赫尔辛基两个冰球馆哈特瓦尔体育馆和赫尔辛基冰球馆里举办。
在妖怪乐团（Lordi）赢得2006年欧洲歌唱大赛之后，2007年在芬兰举办了欧洲歌唱大赛，举办的场馆是哈特瓦尔体育馆。
自2004年起的每年八月份上半月里在赫尔辛基举办潮流音乐节（Flow Festival）。

### 艺术
赫尔辛基灯光节是在每年一月初时举办的灯光艺术节。赫尔辛基艺术节是在每年八月底九月初举办的艺术和文化节日。

## 旅游

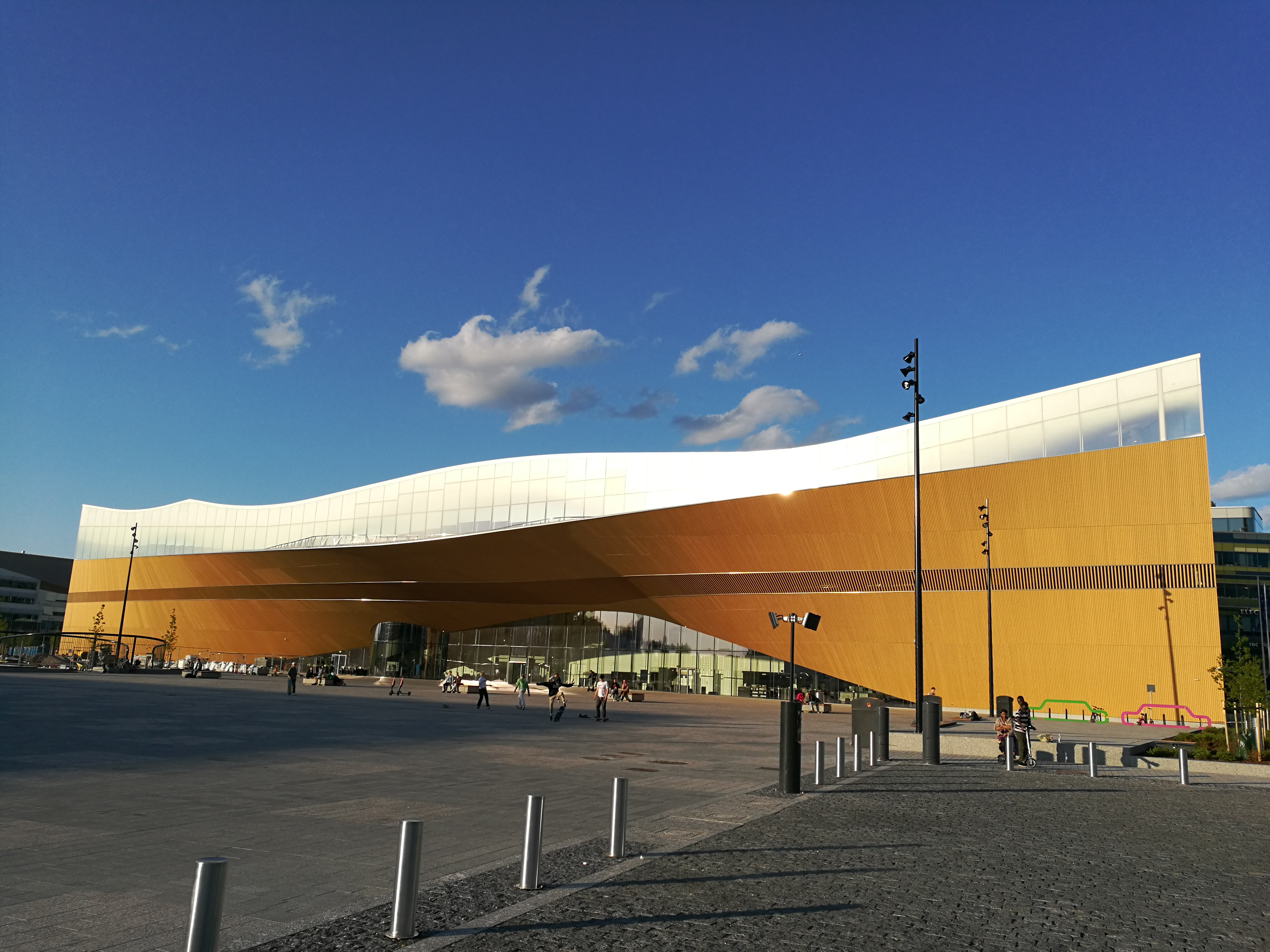
赫尔辛基颂歌中央图书馆

赫尔辛基是欧洲夏季旅游胜地，尤其在夏至前后的白夜期间，由于地处高纬度，夏天太阳只落下四、五个小时，但气温不高，气候凉爽，港口外几个小岛更是游泳的好地方。但冬季常为阴天，太阳仅在空中持续几个小时，可是由于大西洋暖流，气候并不寒冷。

### 城市景点列表

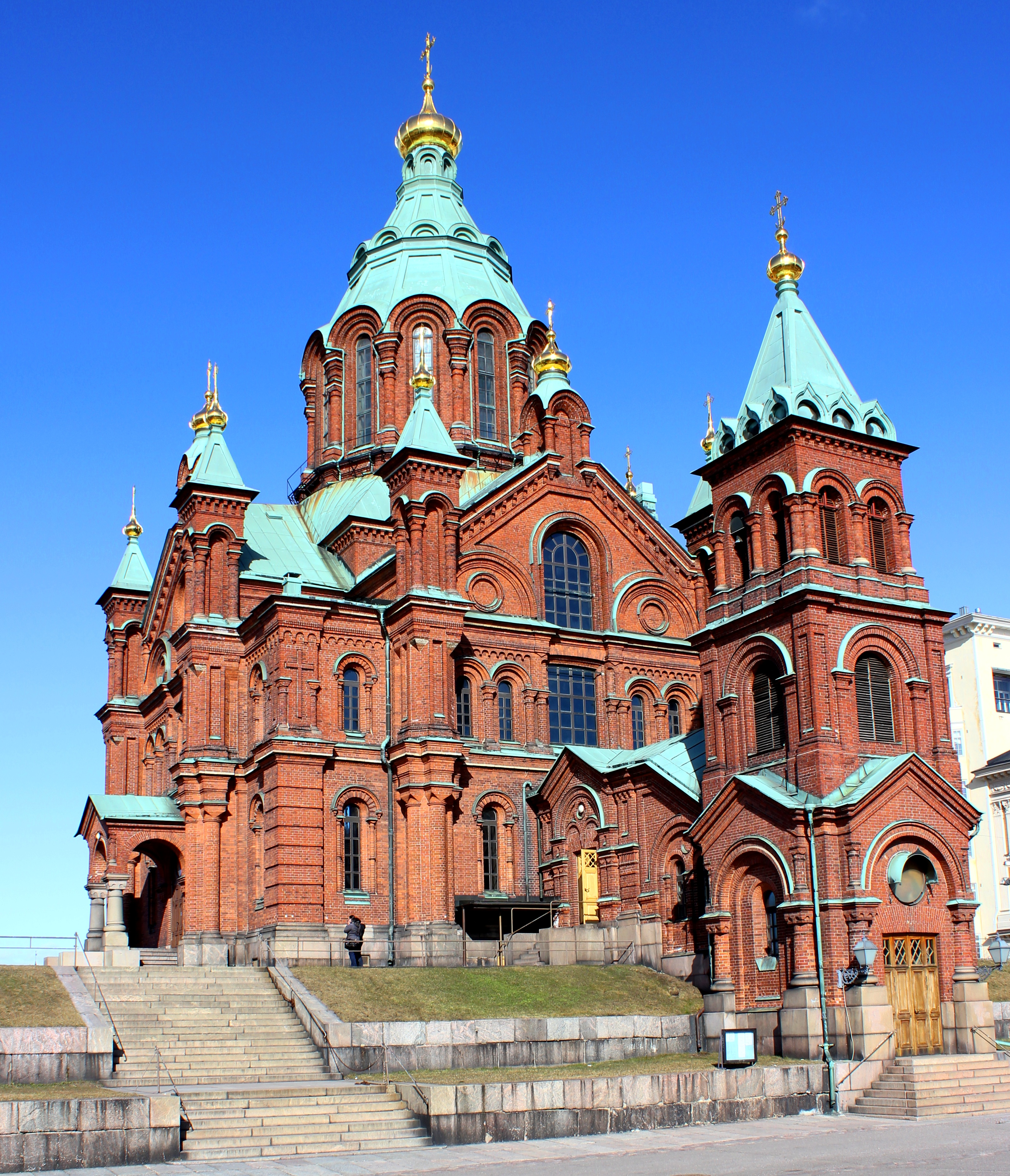
乌斯彭斯基主教座堂（俗称红教堂）

- 圣殿广场教堂 （俗称“岩石教堂”）
- 赫尔辛基主教座堂 （俗称“白教堂”）
- 乌斯彭斯基主教座堂 （俗称“红教堂”）
- 赫尔辛基中央车站
- 赫尔辛基集市广场
- 芬兰堡
- 赫尔辛基奥林匹克体育场
- 西贝柳斯纪念碑
- 伴侣岛
- 花楸岛
- 瓦利岛
- 伊索岛
- 林南迈基游乐园
- 赫尔辛基动物园

## 交通

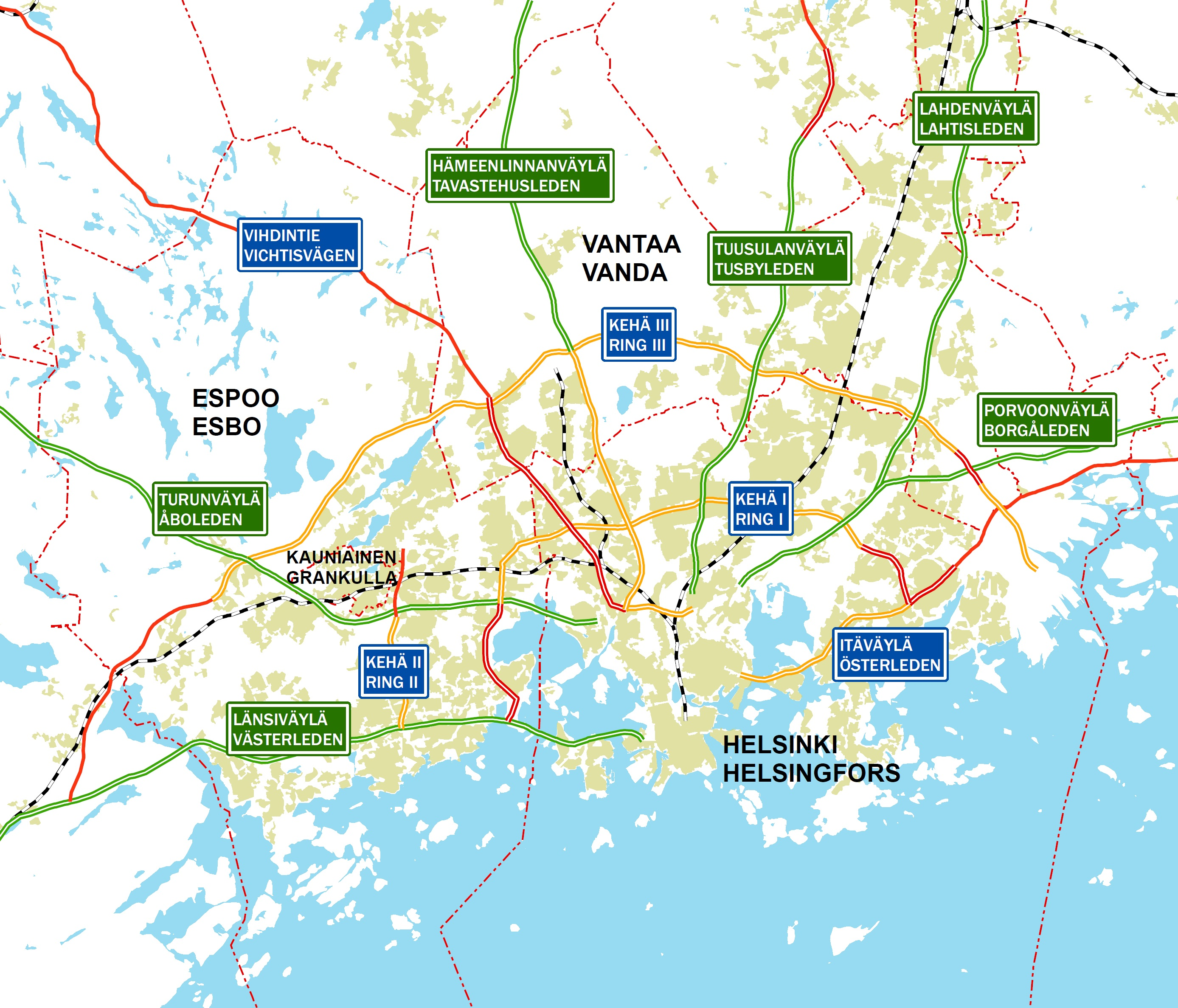
赫尔辛基地区公路示意图

### 道路
赫尔辛基地区的交通主干道路有三条半圆形的环路：一环、二环和三环，这三条环路和通往芬兰各地的高速路相交接。以往曾多次讨论过在赫尔辛基市中心地下挖一条中央通道，但在2017年时这个计划还是停留在图纸当中。
赫尔辛基每千个居民中有390辆汽车。跟相同人口数量和建筑密度的其它城市相比，这个数目还不是太大，例如在布鲁塞尔每千个居民中有480辆汽车、斯德哥尔摩为401、奥斯陆为413。

### 城际铁路

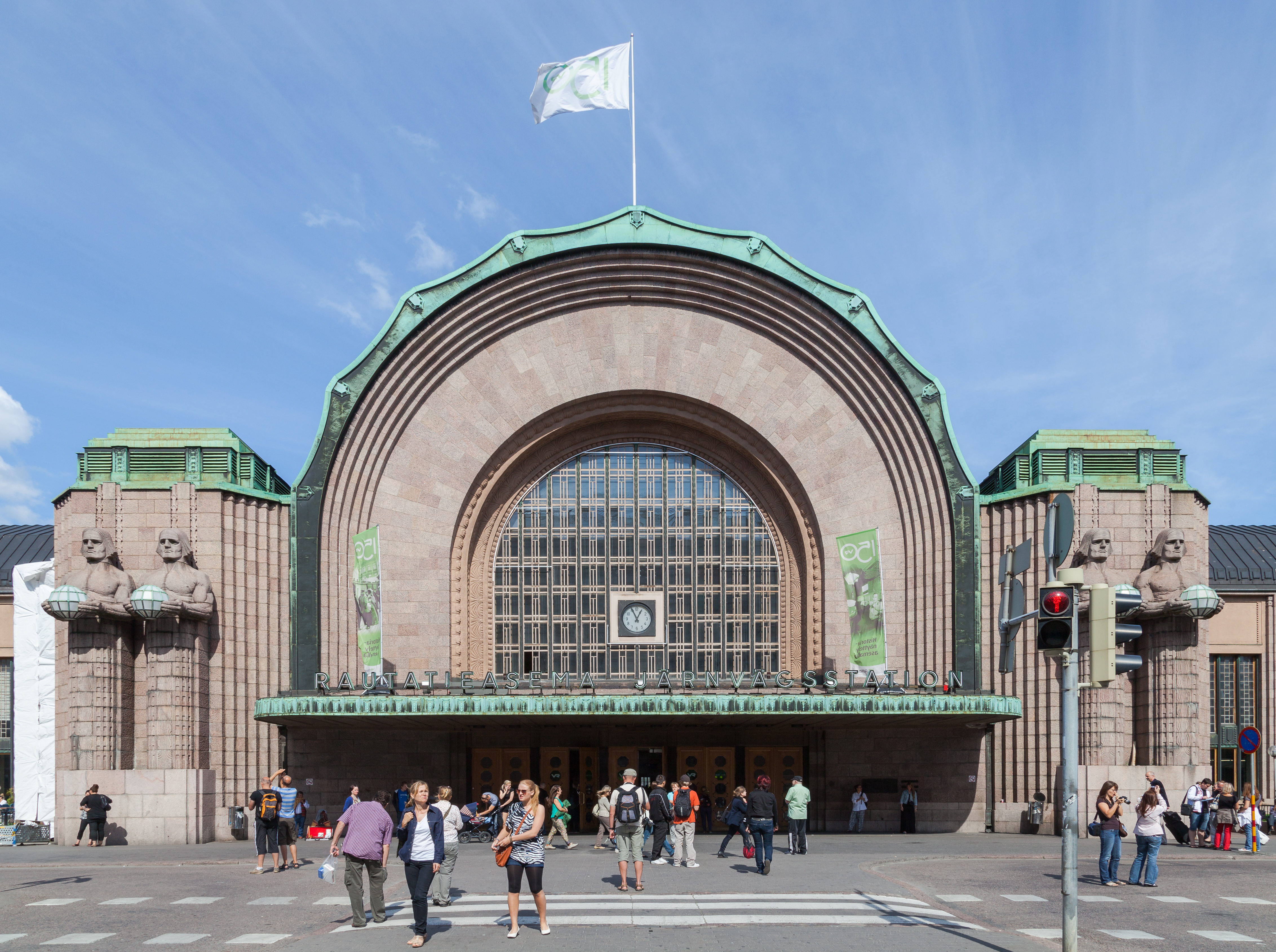
赫尔辛基中央车站正面

赫尔辛基中央车站为芬兰铁路网路的主车站。从赫尔辛基出发有两条铁路线：主线通往北部城市（坦佩雷、奥卢、罗瓦涅米等），海岸线通往西部城市（图尔库等）。主线在赫尔辛基之外的凯拉瓦分叉途经拉赫蒂通往东部城市及俄罗斯。
城际铁路旅客中大部分是把赫尔辛基中央车站作为出发站或终点站。芬兰的主要城市都可从赫尔辛基坐火车达到，出发班次每天有好几趟。最频繁的车次是去坦佩雷，在2017年里每天有25班火车前往该市。从赫尔辛基出发的国际车次前往俄罗斯的圣彼得堡和莫斯科。圣彼得堡-赫尔辛基车次为高速列车。自2022年俄羅斯入侵烏克蘭後，當局關閉列車服務。
从赫尔辛基到塔林的海底隧道也多次提议过。如果建成之后，火车就可以从赫尔辛基出发，经爱沙尼亚首都塔林及波罗的海其它国家直通欧洲大陆。

### 航空
空中交通主要集中在赫尔辛基-万塔机场，机场位于赫尔辛基市中心以北17公里的万塔市内。赫尔辛基市内的赫尔辛基-马尔米机场主要服务于通用和私人航空，但有将该机场废除并改成住宅区的计划。豌豆岛直升机场则为直升飞机提供服务（已于2020年关闭）。

### 海运
像其它城市一样，赫尔辛基是特意建立在海边上以便发展航运。直至19世纪末，冬天海面结冰限制了海运的发展。但最近一百年来，在破冰船的帮助下通向赫尔辛基的航线在冬天也正常通航。很多破冰船就是在赫尔辛基希耶塔拉赫蒂造船厂建造的。轮船的到来和出海很久以来就成为赫尔辛基的日常生活的一部分。从赫尔辛基去斯德哥尔摩、塔林和圣彼得堡的定期航线早在1837年就开始运行了。每年有超过300艘邮轮和三万六千的邮轮游客造访赫尔辛基。维京客轮、诗丽雅、塔林客及其它渡轮公司有开往塔林、斯德哥尔摩和德国北部等地方的定期旅客航线。

### 市区交通

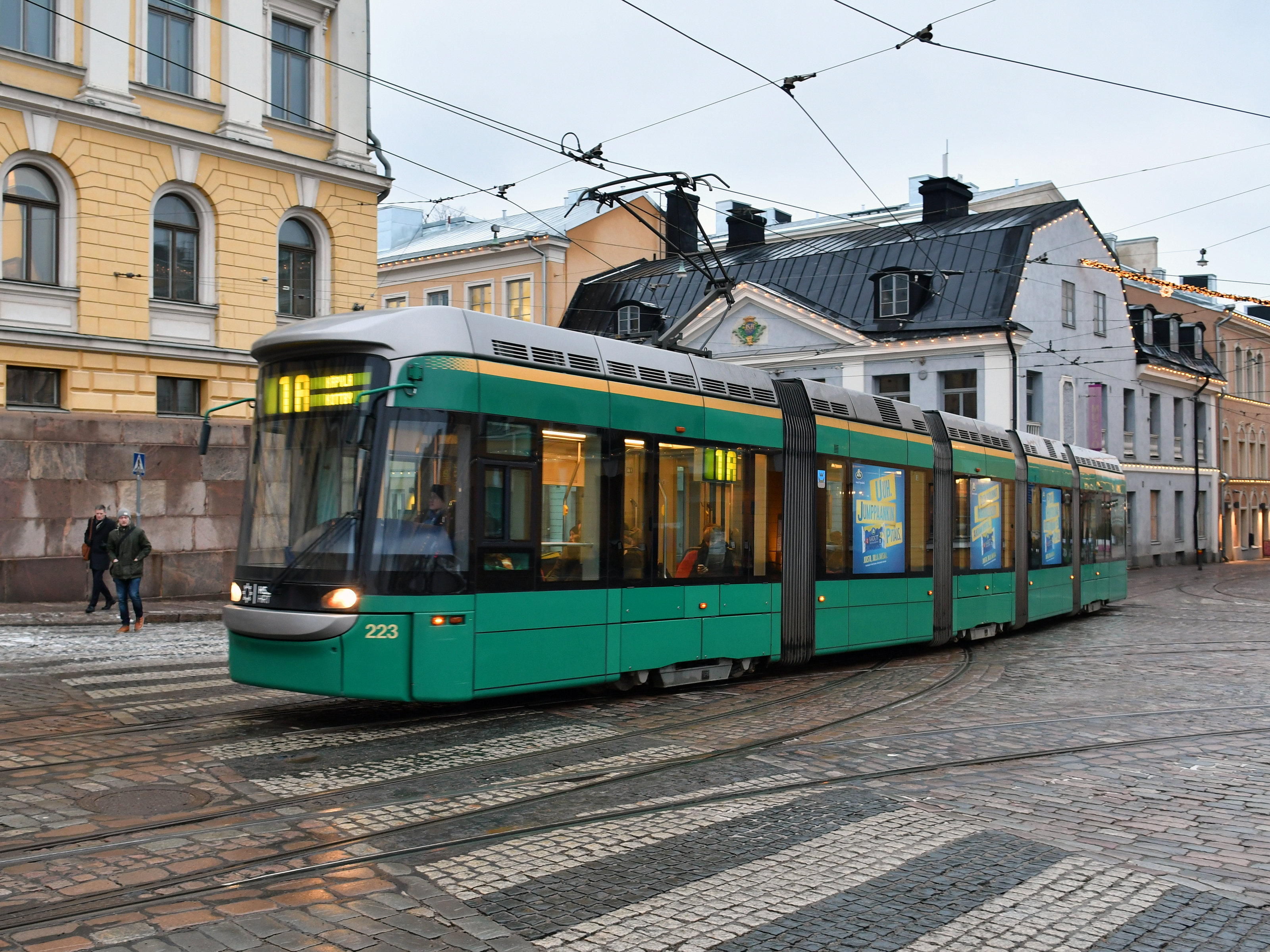
赫尔辛基有轨电车

在赫尔辛基都会区，公交系统是由赫尔辛基地区交通管理局来管理的。多样化的公交系统包括有轨电车、近郊火车、地铁、公交汽车、轮渡和共享单车。
赫尔辛基有轨电车自1900年开始起就连续用电驱动运行。在2017年11月共有11条电车线路。
赫爾辛基地鐵始运行于1982年，为芬兰仅有的地铁系统，虽然赫尔辛基近郊火车系统也以地铁的频率运作。之前赫尔辛基地铁系统共有17个地铁站，其中6个位于地下。2017年11月18日通往赫尔辛基西部和埃斯波的西线地铁正式运行。西线地铁新增了8个车站（2个在赫尔辛基市内，6个在埃斯波市内），新增的车站均位于地下。2022年12月3日西线地铁全线贯通，向西延伸了5个车站。
赫爾辛基通勤鐵路拥有平行于城际铁路的专门的双轨铁道。通勤鐵路的铁路环线把市中心和赫尔辛基-万塔机场连接起来。電氣化的通勤鐵路服务始于1969年，之后逐步扩展。在2017年共有15条服务线路，其中一些延伸至赫尔辛基地区之外。在高峰期频繁的线路上每十分钟發出一班列車。

## 教育

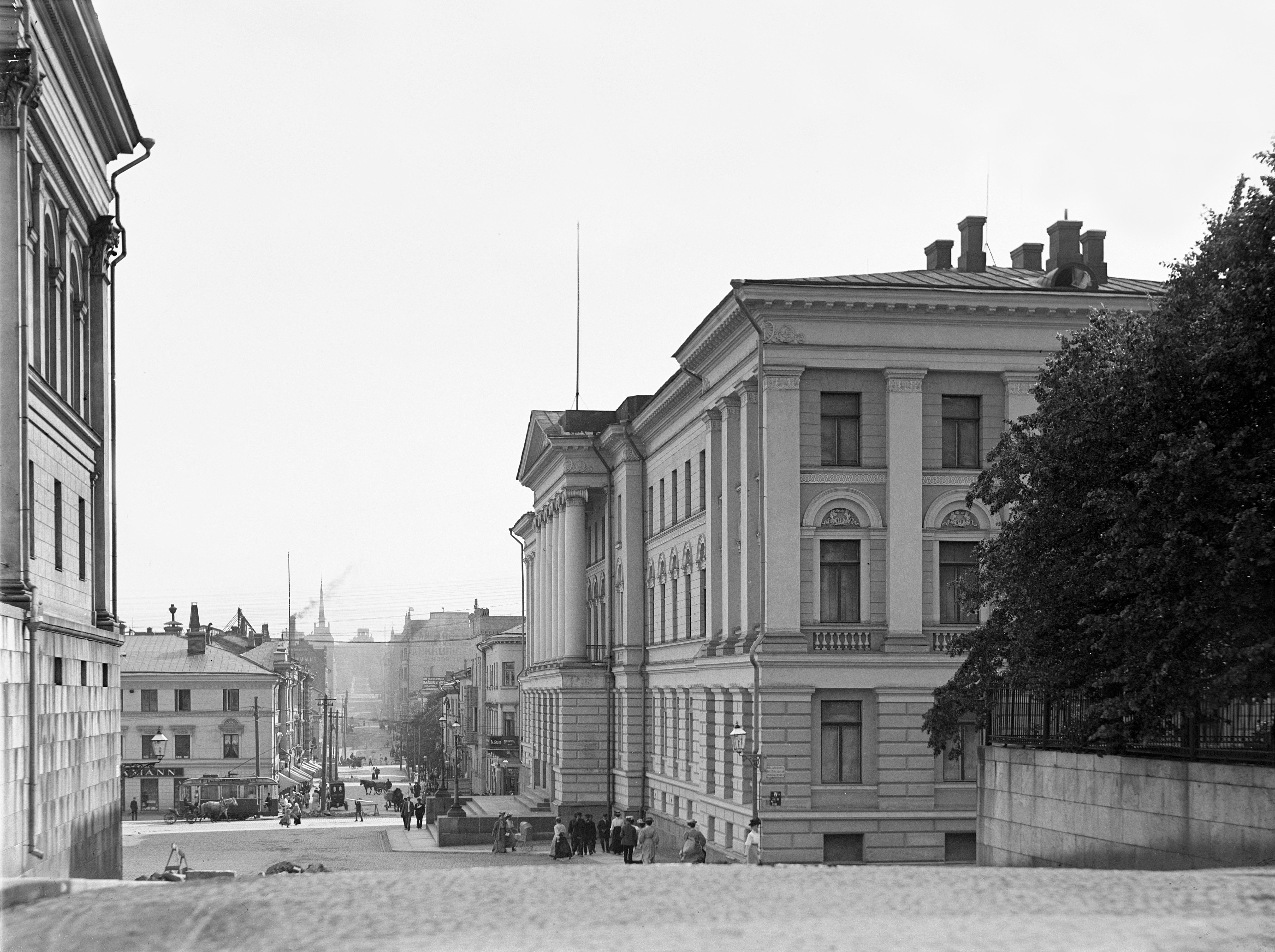
建于1832年的赫尔辛基大学主楼（摄于1908年）

赫尔辛基有190所小学、41所中学和15所职业学校。41所中学中有一半是私人的或国家政府主办的，另外一半則是由赫尔辛基市政府主办。高等教育中有五所大学和四所应用科学大学（工学院）。

### 大学
- 赫尔辛基大学
- 阿尔托大学
- 汉肯经济学院
- 赫尔辛基艺术大学
- 芬兰国防大学

### 应用科学大学
- 哈加-赫利亚应用科学大学
- 梅特罗波利亚应用科学大学
- 阿卡达应用科学大学
- 迪亚科尼亚应用科学大学[36]